# طوفان در غار نیمف‌ها
طوفان در غار نیمف‌ها (انگلیسی: The Cave of the Storm Nymphs) یک نقاشی از هنرمند طرح‌نویس و رئیس آکادمی سلطنتی هنر انگلیسی ادوارد پوینتر است که به تصویر می‌کشد سه سیرن یا نیمف برهنه از اساطیر یونانی و غار طوفان‌زدهٔ آنها را، سیرن‌ها بنا بر طبق افسانه‌ها ملوانان را فریب داده و آنها را به سمت مرگ هدایت می‌کردند. پوینتر دو نسخه از این نقاشی را به تصویر کشید، یکی از این نسخه‌ها در ۱۹۰۲ خلق شد و دیگری در تاریخ ۱۹۰۳ با تغییراتی جزئی نسبت به پرترهٔ نخست.
نسخهٔ ابتدایی این نقاشی در موزهٔ ارمیتاژ نورفک قرار دارد و نسخهٔ دوم در مجموعهٔ خصوصی سر اندرو لوید وبر می‌باشد، یکی از نیمف‌ها در این نقاشی در حال بازی با یک زه یا پوستهٔ طلایی لاک‌پشت است که به شکل چنگ رومی ساخته شده، در حالی که دو نیمف دیگر از اضمحلال کشتیِ شکسته و منهدم شده شادمان و مسرور هستند و در انتظار اضافه کردن مایملک باقیمانده از کشتی به گنجینهٔ غارشان هستند.
در سال ۱۹۰۱، پوینتر یک مطالعهٔ مقدماتی برای این نقاشی را آغاز کرد، این نقاشی نظر گالری ملی کانادا را به خودش جلب کرد، این مطالعه و تحقیق در نهایت و پس از تکمیل اثر منجر به هدیه کردن تابلو به گالری ملی کانادا گردید که این اهدا توسط دنیس. تی لانیگان و در سال ۲۰۰۷ صورت گرفت.